# Opération Soleil de printemps
Guerre soviéto-polonaise
Première Guerre mondiale
L'Opération Soleil de Printemps (en allemand : Unternehmen Frühlingssonne, en polonais Operacja Wiosenne Słońce) est une opération militaire dirigée contre la Pologne, développée conjointement en 1919 par l'Allemagne et la Russie bolchevique, et dont le but était de liquider l'État polonais renaissant,.

## Histoire
L'opération Soleil de Printemps a été précédée d'une action militaire antérieure (la « guerre de position ») préparée par Paul von Hindenburg, visant à vaincre la Deuxième République polonaise afin de lui reprendre la Grande Pologne, que l'Allemagne avait perdue à la suite du soulèvement de la Grande Pologne. La mise en œuvre de la « guerre de position » fut complétée par l’établissement d’une coopération entre les Allemands et les bolcheviks. Dans le cadre de la coopération entre les deux pays, les Allemands ont envoyé environ cinq mille officiers et sous-officiers en Russie pour aider les Soviétiques, lesquels ont accepté en échange d'intensifier leurs attaques sur le front polonais.
L'opération supposait que les Allemands attaqueraient la Pologne à partir de plusieurs points de flanc : à Suwałki et Grodno, et à partir de Toruń et de la Haute-Silésie vers Varsovie. Le début de l'engagement des Allemands devait dépendre de la situation militaire sur le front polono-bolchevique. Le 21 juin 1919, l'AOK Süd ordonna la mise en œuvre du plan. Le lendemain, des avions allemands franchirent la frontière polonaise, dans la région de Częstochowa. Du 23 au 27 juin, les troupes allemandes combattirent aux côtés de l'armée polonaise près de Bolesławiec et de Wieruszów.
L'opération fut cependant annulée peu après en raison de l'ultimatum allié de juin 1919 et, le 28 juin de la même année, l'Allemagne signa un traité de paix avec la Pologne,.

## Sources